# Акчатауський гірничо-збагачувальний комбінат
Акчатауський гірничо-збагачувальний комбінат — гірничорудне підприємство в Казахстані, яке здійснювало видобуток та збагачення рідкіснометалічних та поліметалічних руд Акчатауського, Караобінського, Акжальського та Кайрактинського родовищ.

## Історія
Акчатауське родовище було відкрите в 1936 році та розроблялось підземним способом з 1941 року (Акчатауський рудник). 
Караобінське родовища виявили в 1946-му та розробляли шахтою ім. Джамбула, що почала випуск продукції з 1950-го. 
Також до комбінату відносились рудники рудник Акжал та Кайракти.

## Характеристика родовищ

### Акчатауське родовище
Належить до Джунгаро-Балхашської геосинкліналі. За походженням — ґрейзенове з молібден-вольфрамовою мінералізацією, ґенетично пов’язане з масивом лейкократових гранітів пермського віку. Рудні тіла (бл. 300) у вигляді жил і складніших покладів потужністю до 40 м. Кут падіння рудних покладів 70-80о. Гол. рудні мінерали: вольфраміт, шеєліт, молібденіт і пірит. Родов. розкрите двома вертикальними стовбурами глиб. 170 м і 240 м.  

### Караобінське родовище
Родов. розташоване в зоні Шалгія-Караобінського розлому Зах.-Балхашського синклінорію; складене породами середнього і верхнього девону, нижнього карбону, а також верхньодевонськими порфірами і пермськими гранітами Караобінського гранітного масиву, з яким параґенетино пов’язано рудоутворення. Протяжність жил по простяганню від 100 до 1000 м, сер. потужність 0,3-1,5 м. Прожилково-ґрейзенові зони мають довжину по простяганню від 350 до 800 м, потужність 0,6-1,5 м. Кути падіння жил і зон 65-87 о.  Штокверк представлений мережею зближених пересічних вольфраморудних жил у гранітах  Центральної  дільниці.   Руди комплексні. Гол. рудні мінерали: вольфраміт, молібденіт, каситерит, бісмутин. Родов. розкрите двома вертикальними стовбурами глиб. 240 і 300 м. Застосовується система магазинування руди.  

### Акжальське  родовище
Відкрите в 1886 р. Родов. приурочене до зони дроблення в ядрі антикліналі, складеної франськими пісковиками і вапняками фаменського і турнейського віку. Простягання зони дроблення широтне, падіння круте і вертикальне. Рудна зона прослідковується по простяганню на 4300 м, потужність її коливається від декількох м до 40-50 м і більше. Гол. рудні мінерали — ґаленіт і сфалерит. 

### Кайрактинське родовище
Відоме з 70 років XIX ст. Рудне поле складене пісковиками, вуглистими сланцями, вапняками, конґломератами, алевролітами ниж. та верх. фамену, ниж. турне. Гол. рудні мінерали: барит, ґаленіт, сфалерит. 

## Технологія розробки
Збагачення руд ведеться відсадкою, гідрокласифікацією, концентрацією на столах, електромагнітною сеперацією та флотацією. Комбінат випускає концентрати: вольфрамовий, молібденовий, бісмутовий, олов’яний, свинцевий, цинковий та баритовий.